# Elysia papillosa
Elysia papillosa är en snäckart som beskrevs av Addison Emery Verrill 1901. Elysia papillosa ingår i släktet Elysia och familjen sammetssniglar. Inga underarter finns listade i Catalogue of Life.